# Chlorota sautereaui
Chlorota sautereaui är en skalbaggsart som beskrevs av Soula 2002. Chlorota sautereaui ingår i släktet Chlorota och familjen Rutelidae. Inga underarter finns listade i Catalogue of Life.